# Маленькое королевство Бена и Холли
«Маленькое Королевство Бена и Холли» (англ. Ben & Holly's Little Kingdom) — британский мультсериал для детей дошкольного и школьного возраста, выпущенный в эфир в апреле 2009 года. Мультсериал транслируется телеканалами «Nickelodeon» и «Карусель» в 43 странах, в том числе в России и Балтии. На данный момент вышло 104 серии, каждая продолжительностью около 11 минут.
Шоу создано Невилом Эстли и Марком Бейкером и спродюсировано Филом Дэвисом в Astley Baker Davies Limited — студии, отвечающей за мультсериал Свинка Пеппа.

## Сюжет
Действия мультсериала происходят в лесу, где живут эльфы, феи, гномы и ведьма. Иногда они попадают в забавные ситуации.

## Мир Маленького Королевства
- Пещера Гастона (Северо-запад)
- Лес (Северо-запад)
- Мельница эльфов (Северо-восток)
- Улей (Северо-восток)
- Пруд (Северо-восток)
- Большое дерево эльфов (Восток)
- Ферма эльфов (Восток)
- Лягушачий пруд (Юго-восток)
- Школа волшебства Миссис Фигг (Юг)
- Королевское поле для гольфа (Юго-запад)
- Деревня фей (Юго-запад)
- Маленький Замок (Запад)
- Дом Миссис Витч (Запад)
- Холм для пикников (Запад)
- Луг (Центр)
- Остановка волшебного автобуса (Центр)

## Персонажи
Бен
Маленький эльф. Дружелюбный и воспитанный мальчик. Не любит проигрывать. Как и все эльфы, после того, как произносит «а я же настоящий эльф», дудит в свой рожок. Лучший друг Холли. Возраст — 8 лет.
Холли Чертополох
Принцесса фей. Иногда её заклинания работают не совсем так, как нужно. У неё есть младшие сестрички добрая фея. Лучшая подруга Бена. Возраст — 8 лет.
Гастон
Божья коровка. Нечистоплотен: любит когда в его пещере грязно. Владеет некоторыми собачьими повадками. Живёт в небольшой кочке неподалёку от маленького замка. Возраст по человеческим  меркам — 10 лет. У Гастона есть брат Тони у которого есть жена и дети и которому 23 года. Не смотря на юный возраст Гастон является дядей.
Няня Плам
Няня Холли и её сестер. Раньше была няней короля Чертополоха. Учит принцессу и её подруг основам магии. Недолюбливает Старого Мудрого Эльфа. Бывает довольно язвительной. Также является зубной феей. Чаще всего попытки няни Плам помочь главным героям приводят к волшебным конфузам и проблемам. Очень любит создавать волшебное желе, а потом устраивать из него потоп, после чего все кричат "Аааааа! Потоп из желе!" (англ. Aaaaaargh! Jelly Flood!) и превращать всех в лягушек.
Старый Мудрый Эльф (Седрик)
Главный эльф. Учёный и изобретатель. В зависимости от ситуации приобретает множество профессий. Недолюбливает Няню Плам. Лидер среди эльфов. Считает магию опасной и вредной. Очень трудолюбив и серьёзно относится к своей работе. Однако может часто накосячить и не задумываться  о  последствиях
Король Чертополох
Отец Холли и её младших сестёр. Зачастую равнодушен к государственным делам. Недолюбливает животных.
Королева Чертополох
Мать Холли и её младших сестёр. Любит рассказывать сказки своим детям и печь сладости, но готовить она не умеет и её сладости получаются несъедобными.
Мистер Эльф
Отец Бена. Очень любит свою работу. Управляет заводным транспортом. Ненавидит большого злого Бари.
Миссис Эльф
Мать Бена. Постоянно впадает в панику. Вкусно готовит.
Принцессы Дейзи и Поппи Чертополох
Озорные младшие сёстры Холли. Любят проказничать с волшебными палочками. В большинстве случаев они выступают отрицательными персонажами. Возраст — 3 года.
Люси
Маленькая девочка из человеческого города, которая подружилась с феями и эльфами. Возраст — 7 лет .
Папа Люси
Отец Люси. Отрицает существование эльфов и фей.
Мама Люси
Мать Люси. Верит в существование эльфов и фей. Встречала в детстве няню Плам с маленьким королем Чертополохом и Седрика.
Фиолетта
Фея с розово-фиолетовыми волосами и в фиолетовом платьице. Возраст — 8 лет.
Строберри
Фея с красными волосами и в зелёно-бирюзовом платьице. Возраст — 7 лет.
Флёр
Фея с чёрными волосами и в розовато-красном платьице. Возраст — 8 лет.
Рози
Фея с чёрными волосами и в небесно-голубом платьице. Возраст - 7 лет.
Барнаби
Эльф с блондинстыми волосами в красновато-коричневой рубашке и красновато-коричневых шортах. Возраст — 8 лет.
Джейк
Эльф с тёмно блондинистыми волосами в тёмно серо-зелёной рубашке и тёмно серо-зелёных шортах. Носит очки. Возраст — 8 лет.
Лизи
Эльфийка со светло рыжими волосами и в красновато-коричневом платьице. Возраст — 8 лет.
Тарквиний
Маленький фей. Имеет ангельскую внешность и шкодливый характер. Возраст — 3 года.
Крапивка
Маленькая сестра Барнаби. Её лист крапивы на шляпке больно жжёт. Возраст — 3 года.
Разберри
Младшая сестра Строберри. Она и даже её палочка любят показывать всем язык. Возраст — 4 года.
Рыжебород Эльф-Пират Найджел
2-й сын Седрика эльфа Добрый эльф-пират который любит искать сокровища. Дядя Барнаби и его младшей сестры. Неравнодушен к Няне Плам.
Капитан Сквид
Эльф-пират, сын Седрика Эльфа. Часто конкурирует с Наиджел. Брат Наиджела.
Большой Злой Бари
Огромная рыба. Проглотила все лодки Мистера Эльфа за 9 лет.
Гном Леопольд
Иногда помогает эльфам и феям по их просьбе. Он довольно прожорлив и ленив. Оказалось, что он является королём гномов.
Миссис Витч
Ведьма. Живёт в домике в лесу. Неплохо относится к феям.
Ведьма Венди
Тоже ведьма. Хотела занять место Миссис Витч, но не смогла это сделать.
Миссис Фигг
Учительница магии в школе волшебства. Няня Плам утверждает что была лучшей ученицей. Сама Мисс Фигг думает совсем обратное. Возраст — около 60 лет.
Мэр Фей Грег
Мэр фей. Носит ленту с эмблемами Маленького королевства. Отец Строберри и её младшей сестры. Возраст — 40 лет.
Мисс Джоли
Учительница верховой езды на улитках, эксперт по дрессировке домашних насекомых. Возраст — 54 года.
Королева Милисента Чертополох
Мать Короля Чертополоха и бабушка Холли и её младших сестёр. Старая фея. Обожает опасную магию.
Король Виктор Чертополох
Отец Короля Чертополоха и дедушка Холли и её младших сестёр. Безумец.
Миссис Фозерингл
Воспитательница в детском саду. Она не фея и не эльф.
Зайрус
Главный герой, пришелец, он зелёного цвета. Когда он взрослеет, он уменьшается. Живёт на планете Бонг.
Санта Клаус
Друг Старого Мудрого Эльфа. Живёт на севере. Однажды, желая подарить Люси подарок, заночевал в её доме.
Король Генри и Королева Сюзанна Мэригольд
Королева Мэригольд — сестра Королевы Чертополох и тётя Холли,  Дейзи и Поппи, Король Мэригольд - муж Королевы Мэригольд.
Русалочка Океана
Молодая русалочка. Очень любит зеркало, но однажды у Океаны зеркало забрала Люси, но потом вернула ей. Океана живёт вместе с другими русалочками.

#### Список серий
| Сезон | Количество серий  | Период трансляции               |
| ----- | ----------------- | ------------------------------- |
| 1     | 1-52 (52 серий)   | 16 апреля 2009 — 7 февраля 2011 |
| 2     | 53-104 (52 серий) | 2 июля 2012 — 24 декабря 2013   |

## Популярность
Мультсериал имеет высокие рейтинги во многих странах. В 2015—2016 годах его популярность возросла в Латинской Америке, а также в Австралии, Испании и Италии.
В продаже имеется множество связанных с мультсериалом товаров: игрушки, канцелярские принадлежности, одежда, обувь, зонты, кондитерские изделия и т.п. Осенью 2012 года по мотивам мультсериала в Великобритании была создана театральная постановка.

## Награды и номинации
| Год  | Премия                         | Номинация                           | Результат | Примечание                            |
| ---- | ------------------------------ | ----------------------------------- | --------- | ------------------------------------- |
| 2009 | Детская премия BAFTA           | Лучший мультфильм для дошкольников  | Победа    |                                       |
| 2010 | Детская премия BAFTA           | Лучший мультфильм для дошкольников  | Номинация |                                       |
| 2012 | British Animation Awards       | Лучший мультсериал для дошкольников | Победа    | За эпизод «День жёлудя» («Acorn Day») |
| 2014 | International Emmy Kids Awards | Лучший мультфильм для дошкольников  | Победа    |                                       |

## Начало мультсериала
- Заставка серии с 1 по 13 начинается со слов «Где-то там, за колючими кустами ежевики, есть маленькое королевство эльфов и фей…», с 14й : « Где-то, вдали от всего, спрятано маленькое королевство, в котором живут эльфы и феи …»
- Каждая серия мультсериала начинается со слов: «Сегодняшнее приключение начинается в…»